# 陳瑞祺永援中學
陈瑞祺永援中学（英語：Chan Sui Ki Perpetual Help College，英文简称为CSKPHC或PHC），该校属母佑会及慈幼会，向以会祖圣鲍思高及圣玛沙利罗之精神办学，使用「预防教育法」、标榜理智、宗教、仁爱等元素。 
该校校舍共分三座，即 A 座主楼及 B、C 座教室。校舍之总面积达五千三百五十平方米。操场有篮球及排球场，另有爱华前地、A座有盖操场、攀架组合区、足球机走廊，C座乒乓球区、圣母岩後山、天台及圣母像前游憩处等。
學校之課程於小學實行母語教學，初中設中英文部，高中則設為文科組、理科組及商科組。中學部自1969年開始參與倫敦大學（IGCSE/GCE A-LEVEL）國際考試及多個本地考試。

## 歷史
- 1955年，贖主會（英语：Redemptorists）創立學校，創辦人是之前在四川福傳的西班牙贖主會教士田春耕（英语：Juan Campos Rodríguez）和南星耀（Eusebio Arnáiz Álvarez）[1]。當時學校名為「永援中英學校」，只設小學部及幼稚園部。
- 1964年，校舍擴建，設中學部，但只招收男生。
- 1965年，中學部招收女生。
- 1967年，聖愛會收購學校，並改名為「永援中英文中學」。
- 1969年，中五級開始參與GCE考試。
- 1976年，母佑會接管該校，並易名為「母佑會永援英文中學」。
- 1986年12月8日，該校新校舍建成。
- 2002年，母佑會前往中國傳教90週年，永援中學為紀念此事，將原A座校舍的擴建部分命名為「愛華樓」。
- 2009-2010年學年度，因B座校舍重建，短暫將班級改為半日制。
- 2010年，B座大樓落成。為紀念該校首任校長田春耕，該校將新B座大樓命名為「春耕樓」。
- 2010年，開設中六。
- 2011年，中六級開始參與GCE A-Level考試。
- 2017年，竹林被改名為愛華前地。
- 2018年, 陳瑞祺永援中學管樂團 (Macau CSKPHC Symphonic Band) 成立。
- 2020年，學校下課鈴聲改為可投票制，實現一人一票選鈴聲。
- 2021年，中樂團解散。
- 2023年，中六級實現一人一票選Last Day活動，但此日又非最後一日回校，且每班不同。

## 歷任校監、校長

### 校監
|    | 中文名稱   | 外文名稱   | 開始擔任日期 | 最後擔任日期 | 備註                 |
| -- | ---------- | ---------- | ------------ | ------------ | -------------------- |
| 1  | 田春耕神父 | Fr. Campos | 1955年       | 1967年       | 贖主會 兼任校長一職  |
| 2  | 張素梅修女 |            | 1967年       | 1976年       | 聖愛會               |
| 3  | 麥佩玉修女 |            | 1976年       | 1978年       | 母佑會               |
| 4  | 麥燕寬修女 |            | 1978年       | 1982年       |                      |
| 5  | 梁羅撒修女 |            | 1982年       | 1983年       |                      |
| 6  | 周佩霞修女 | Sr. Laura  | 1983年       | 1988年       | 1986年起兼任校長一職 |
| 7  | 羅國香修女 |            | 1988年       | 1991年       |                      |
| 8  | 龍麗珍修女 |            | 1991年       | 1993年       |                      |
| 9  | 麥燕寬修女 |            | 1993年       | 1997年       |                      |
| 10 | 易婉儀修女 | Sr. Agnes  | 1997年       | 2003年       |                      |
| 11 | 易婉燕修女 | Sr. Rosa   | 2003年       | 2011年       |                      |
| 12 | 朱孟博修女 |            | 2012年       | 2021年       |                      |

### 校長
|   | 中文名稱   | 外文名稱     | 開始擔任日期 | 最後擔任日期 | 備註                               |
| - | ---------- | ------------ | ------------ | ------------ | ---------------------------------- |
| 1 | 田春耕神父 | Fr. Campos   | 1955年       | 1967年       | 贖主會 兼任校監一職                |
| 2 | 曹偉健     |              | 1967年       | 1986年       | 聖愛會                             |
| 3 | 周佩霞修女 | Sr. Laura    | 1986年       | 1988年       | 兼任校監一職                       |
| 4 | 張湧秀修女 | Sr. Margaret | 1988年       |              | 長期擔任，曾獲澳門政府教育功績勳章 |

## 特色
早期以永援聖母為主保，永援聖母之聖像至今仍刻畫在校務處與禮堂之間的牆上。母佑會接辦學校後以該修會之主保進教之佑聖母為學校主保，每年都於5月24日進教之佑瞻禮上大事慶祝。校舍的設計亦具濃厚之聖母色彩，除了學校門面放有聖母之線條圖像外，更於校舍頂層放置了一個猶如皇冠及權杖之設計，意即學校屬於聖母，以她為主保。進教之佑的皇冠和權杖可說是個記號。

## 著名校友

### 政界
- 何厚鏵，GML：全國政協副主席、前澳門行政長官

### 科學界
- 敖博文：澳門植物學家、前游泳運動員。

### 音樂及演藝文化界
- 姜偉靖：現任佰家文化董事長，青年創意空間創會會長，前微辣文化執行董事，澳門著名影視藝術音樂制作人。
- 龍志恆：澳門青年鋼琴家，曾奪「倫敦演奏家大獎賽」冠軍
- 張偉樑：澳門文化傳播大使，澳門科技大學管弦樂團指揮，澳門演藝學院及澳門青年交響樂團中提琴家。
- 張耀榮：外號張大盜，澳門著名導演。
- 戴顯揚： 第六屆澳門行政長官選舉委員會委員 、 澳門特別行政區政府經濟發展委員會委員 、澳門著名司儀及歌手
- 鄭加盈：模特兒，第二屆珠江小姐季軍，澳廣視電視節目主持
- 霍俊邦：前微辣Manner藝員之一。

### 新聞界
- 呂熙：前香港有線新聞中國組首席記者，自由亞洲電台駐香港記者
- 黃慧芝：前香港無綫電視駐澳門記者

### 體育界
- 盧熾健：澳門運動員，曾代表澳門出任東亞運持旗手。
- 黃碩東：實業家及足球員，現居於香港。